# 隱亡
隠亡(日语：隠亡，おんぼう），是日本在火葬場用火葬處理死者遺骨男人的稱呼，現在一般以齋場職員和火夫稱呼之。
日本江戶時代身分制度極為僵固，從事葬儀業的是部落民穢多中的隠亡。
他們除了火化屍體，還包括寺院、神社周邊的清潔，墓地的管理。